# Linjowo (Wolgograd)
Linjowo (auch Linewo, russisch Линёво, bis 1941 Hussenbach/Гуссенбах oder Eustenbach/Устенбах oder Linjowo Osero/Линёво-озеро) ist eine Siedlung städtischen Typs im Rajon Schirnowsk in der russischen Oblast Wolgograd mit 6037 Einwohnern (Stand 14. Oktober 2010).

## Geographische
Der Ort liegt westlich der Wolga an den Hängen des Höhenzuges Wolgaplatte an den Ufern des Flusses Medwediza sowie am See Linjowo.

## Geschichte

### Gründung
Die Siedlung wurde 1767 unter dem Namen Hussendorf als Siedlung der Wolgadeutschen gegründet. Geleitet wurde die Gründung zunächst von Bernhard Ludwig von Platen, der insgesamt 137 Familien zum Platz der Ortsgründung führte. Mit der Neuschaffung des Gouvernements Saratow gehörte der zunächst diesem an. Bis 1886 wuchs der Ort auf insgesamt 499 Wohnhäuser, von denen allerdings der überwiegende Teil aus Holz errichtet war. Aufgrund dieses Umstandes wurden bei einem Brand im Jahr 1896 auch mehr als 300 Häuser sowie die Kirche zerstört. Bei dem Wiederaufbau wurde die Struktur der vorherigen Siedlung beibehalten. Von 1918 bis zu seiner Auflösung gehörte Hussendorf zur Wolgadeutschen Republik. Danach wurde der Ort in Linjowo umbenannt und der Oblast Wolgograd zugeordnet.

### Zwangsumsiedlung
Im Zuge der Auflösung der Wolgadeutschen Republik wurde im September 1941 auch mit der Zwangsumsiedlung der Bewohner von Hussenbach begonnen. Nach der Abgabe aller Nutztiere wurden die Einwohner zwangsweise in die Region Slawgorod in der heutigen Region Altai in Sibirien und andere Gebiete im asiatischen Teil der Sowjetunion umgesiedelt.

### Bevölkerungsentwicklung
| Jahr | Einwohner |
| ---- | --------- |
| 1767 | 525       |
| 1912 | 8080      |
| 1926 | 6623      |
| 1939 | 7137      |
| 1959 | 6437      |
| 1970 | 6655      |
| 1979 | 6836      |
| 1989 | 6773      |
| 2002 | 6697      |
| 2010 | 6037      |

Anmerkung: ab 1926 Volkszählungsdaten
Kurz nach der Gründung bewohnten etwa 525 Einwohner den Ort. Bis 1912 stieg die Zahl der Einwohner bis auf 8080, im Jahr 1926 konnten noch 6623 Einwohner gezählt werden. Durch die Auflösung des Wolgadeutschen Republik im Jahr 1941 wurden alle deutschstämmigen Bewohner zwangsumgesiedelt. Bis in die 1970er-Jahre stieg die Einwohnerzahl wieder auf knapp 7000; seither sank sie wieder, liegt aber immer noch über 6000.

## Religion
Die Einwohner gehörten vor 1941 mehrheitlich der Evangelisch-Lutherischen Kirche an. Bereits 1768 kam der erste Pfarrer in die Gemeinde. Hussenbach gehörte zu der Diözese in Frank. Zu der Diözese gehörten neben Frank und Hussenbach auch noch die Orte Kolb und Walter. Die erste, hölzerne Kirche in Hussenbach wurde 1885 errichtet. Nach dem großen Brand im Jahr 1896 wurde die Kirche durch einen größeren Backsteinbau ersetzt, der Platz für bis zu 2500 Personen bot.

## Persönlichkeiten
- Bernhard Ludwig von Platen (um 1733–1774), preußischer Offizier und der erste wolgadeutsche Dichter
- Bruno Genrichowitsch Reiter (1941–2019), russischer Politiker und Professor für Genetik
- Ilja Schkurenjow (* 1991), russischer Zehnkämpfer